# Jacques Thubé
Jacques Marie Thubé (Nantes, 22 de junio de 1876-Nantes, 14 de mayo de 1969) fue un deportista francés que compitió en vela en la clase 6 Metre. Fue hermano de los también regatistas Amédée Thubé y Gaston Thubé.
Participó en los Juegos Olímpicos de Estocolmo 1912, obteniendo una medalla de oro en la clase 6 Metre.

## Palmarés internacional
| Juegos Olímpicos | Juegos Olímpicos   | Juegos Olímpicos | Juegos Olímpicos |
| Año              | Lugar              | Medalla          | Clase            |
| ---------------- | ------------------ | ---------------- | ---------------- |
| 1912             | Estocolmo (Suecia) | Medalla de oro   | 6 Metre          |